# سامانه تعلیق مک فرسون

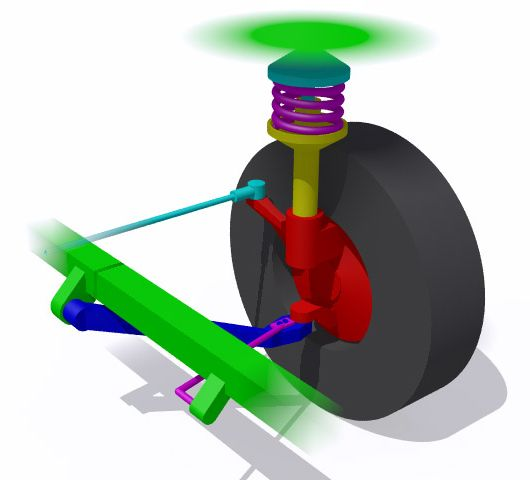
سامانه‌ی تعلیق مک فرسون

تعلیق مک‌فرسون گونه‌ای سامانه‌ی تعلیق است که به‌صورت مستقل بر روی خودرو عمل می‌کند. سامانه‌ی تعلیق مک‌فرسون امروزه بر روی بیشتر خودروها استفاده می‌شود. البته امروزه با پیشرفت فناوری و استفاده از سامانه‌ی تعلیق بادی و الکترومغناطیسی، کاربرد این‌گونه سامانه‌ها کمتر شده است.

## تاریخچه
مخترع این سامانه ارل استیل مک فرسون است.
ارل استیل مک فرسون در سال ۱۹۴۵ به عنوان مهندس ارشد جنرال موتورز منصوب شد تا خودروهایی مناسب‌تر و ارزان‌تر برای جنگ طراحی کند. او این سامانه‌ی تعلیق را به جنرال موتورز ارائه کرد اما جنرال موتورز این مدل تعلیق را رد کرد. مک فرسون سامانه‌ی تعلیق خود را به شرکت فورد ارائه داد و فورد این سامانه را برای اولین‌بار بر روی خودروهای خود قرار داد. امروزه بیشتر خودروسازان از این سامانه‌ی تعلیق بر روی محصولات خود استفاده می‌کنند.

## کارکرد

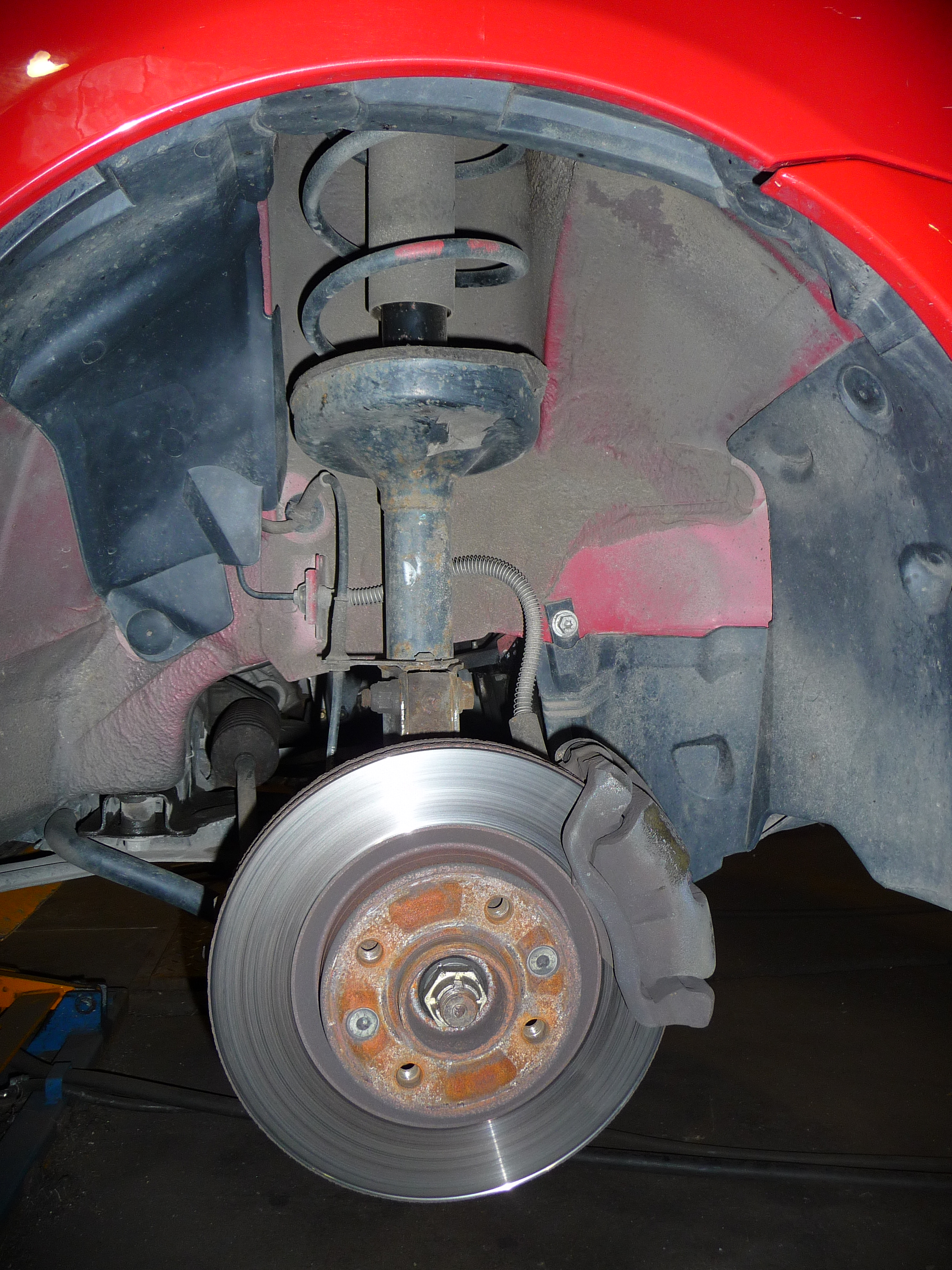
بازوی اصلی

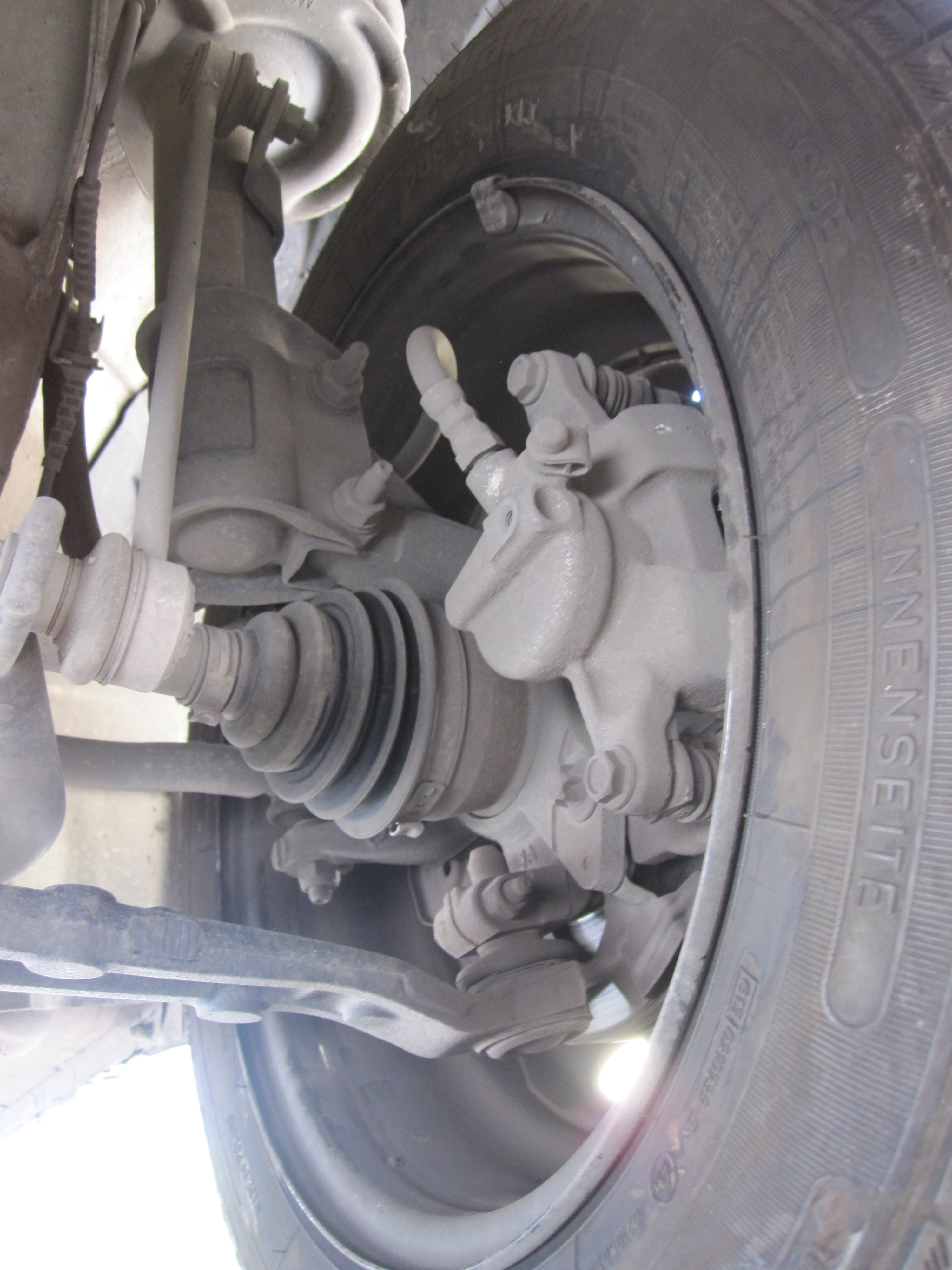
بازوی کنترل

این سامانه از دو بازوی اصلی بهره می‌برد. بازوی کنترل که یک نقطه‌ی نصب را برای محور چرخ فراهم می‌کند و از یک بازوی مرکزی که قسمت داخلی آن بالا و پایین می‌شود بهره می‌برد. بازوی مرکزی این خودرو وظیفه‌ی اصلی ضربه‌گیری را برعهده دارد که فنر پیچشی نیز به دور آن قرار دارد. بازوی مرکزی از بدنه‌ی خودرو تا محور طول دارد.